# Juliusz Turczyński
Juliusz Turczyński (ur. 25 kwietnia 1833 we Lwowie, zm. 18 września 1913 tamże) – polski nauczyciel, ziemianin, pisarz.

## Życiorys
Urodził się 25 kwietnia 1833 we Lwowie.
We Lwowie ukończył gimnazjum i studia. Został nauczycielem. Pracował w Drohobyczu. Od 1871 do 1898 był dyrektorem seminarium nauczycielskiego w Stanisławowie. W 1901 przeszedł na emeryturę. Przez pewien czas był też właścicielem dóbr w powiecie żółkiewskim, przejściowo zajmując się rolnictwem.
Od młodości udzielał się też jako literat. Początkowo poruszał tematy historyczne, a później jego dzieła znamionowały tło huculskie. Pisał utwory poetyckie, nowele, powieści i dramaty. Wiele z jego dzieł publikowano na łamach „Kurjera Lwowskiego”.
Zmarł 18 września 1913 we Lwowie. Został pochowany w tym mieście.

## Twórczość
- Kiejstut (1861)[4]
- Tragedya życia (1867)
- Powieść o Czarnobrewcu (1867)[5][2]
- Rozbiór dzieł Adama Mickiewicza. Z. 1 (1871)
- Rozbiór dzieł Adama Mickiewicza. Z. 2 (1872)[3]
- Rozbiór dzieł Adama Mickiewicza. Z. 3 (1873)[6]
- Jaskinia potępieńca (1875)[3]
- Mojmir (1882)
- Ucieczka (1884)[3]
- Taras z Worochty (1886)[3]
- Trofym Otenyszyn (1887)[3]
- Niepoprawni. Powieść społeczna (1885)
- Praszczur Czemegów. Obraz z przeszłego wieku z Gór Nadpruckichi (1888)
- Z zawiązanemi oczyma (1888)[3]
- Nowelle huculskie (1890)[7]
- Ostap z Perechińska (wizerunek z nad Łomnicy) (1890)[8]
- Nad Czeremoszem. Nowelle z życia huculskiego (1890)[2]
- Straszna drużyna. Obraz huculszczyzny z przeszłego stulecia (1891)
- Trzy doby. Obraz społeczny z czasów na przełomie dziejów naszych (1891)[9]
- Sąd doraźny. Nowela z czasów niedalekiej przeszłości (1896)
- Wygnańcy z martytologii naszej (1896)
- Dzieci puszczy. Opowiadanie na tle życia ludu huculskiego (1900)
- Nasza Golgota. Z martyrologii sybirskiej (1901, 1909)
- Czarna dola (1902)[10]
- Dramat bezprawia. Obraz historyczny z drugiej połowy ośmnastego wieku. T. 1 (ok. 1904)[11]
- U stóp Czarnohory. Po latach  (1905)
- Katorżnicy (1908)[12]
- Z zamierzchłych dni (1908)
- Nasza Judea. Obrazy społeczne oddane na tle życia rasy ziemi podkarpackiej (1908)
- Z niedalekiej przeszłości (1909)[2]
- Nasza Judea (1910)[2]
- Utwory poetyczne Juliusza Turczyńskiego (1910)
- Utwory dramatyczne (1911)[2]
- Wygnańcy. Z martyrologii naszej sybirskiej. Ostap z Perehińska (1913)
- Taras z Worochty. Trofym Ołenyn (1913)